# Pemehue
Las Termas de Pemehue (mapudungún: Mirador) se encuentran aproximadamente a 90 km al este de la ciudad de Collipulli en el valle del alto Renaico a una altura aproximada de 700 m s. n. m. en la IX región donde esta limita con la VIII. Asimismo recibe el nombre genérico de Pemehue el macizo andino que separa al alto BioBio del valle central en la zona en que las Termas de Pemehue se encuentran insertas. También se encuentra aquí la "Reserva nacional Altos de Pemehue" a la que se accede por Santa Bárbara/Quilaco. Finalmente cabe señalar la presencia del cerro Pemehue al sudoriente de la confluencia de los ríos Renaico y Negro. 

## Descripción
El paisaje es montañoso y consta de grandes extensiones de bosque nativo donde abundan el roble (Nothofagus obliqua), el raulí (Nothofagus alpina), el coigüe (Nothofagus dombeyi), el avellano (Gevuina avellana), el lingue (Persea lingue) y el laurel (Laurelia sempervirens); así como a orilla de los ríos también encontramos canelo (Drimis winterii) y palo santo/tineo (Weinmannia trichosperma). Aquí se encuentra el límite sur de distribución del Guindo santo (Eucriphya glutinosa), escaso arbusto de flores blancas pariente del Ulmo.
A partir de los 800 m s. n. m. crecen las imponentes Araucarias (Araucaria araucana) - Pehuén es el nombre que le dieron los nativos de la zona- árbol milenario característico de esta parte del mundo cuyo fruto comestible conocido como piñón es la base de la alimentación del pueblo Pehuenche (que se traduce como Gente de las Araucarias); los cerros del lugar, en cuyas alturas se yerguen airosos bosques de Araucaria, son Motrulo grande, Motrulo chico, Pemehue y Maitenes y los ríos más importantes son el Renaico que limita las regiones VIII y IX y su afluente el Negro, ríos cuyo caudal ha disminuido dramáticamente durante los últimos 30 años.
El clima es templado lluvioso, el verano es moderadamente seco y en el invierno las lluvias son torrenciales alcanzando un promedio de alrededor de 3.700 mm anuales. La media anual de las temperaturas se estima entre 9 y 10 °C.
Subiendo hacia el oriente de las Termas de Pemehue orillando el río Negro hacia la Cordillera de las Tijeras y Altos de Chilpa, se avanza a través de un gran bosque chileno compuesto principalmente por enormes coigües a los cuales se unen araucarias a medida que nos acercamos a la cumbre, una vez arriba al mirar hacia el sur vemos los contrafuertes del volcán Tolhuaca descendiendo en dirección a nosotros hasta hundirse en el valle del río Villucura cuyas aguas discurren hacia el nororiente hasta desembocar en el Bio-Bio, aguas arriba de Ralco.

## Comunicaciones
A Termas de Pemehue se puede llegar en vehículo desde Collipulli tomando hacia la cordillera por el camino a Curaco (ruta 49), hay 45 km de asfalto luego 35 de ripio en buen estado apto para todo tipo de vehículos. Las extraordinarias aguas termales y magnífico entorno natural bien pagan el viaje.
Esta zona es conocido en la zona como "La Reserva", ya que colinda con la Reserva Forestal de Malleco, primera área silvestre protegida de Sudamérica y novena a nivel mundial, la cual fue creada el año 1907. Cabe destacar que el Parque nacional Tolhuaca se originó a partir de la desafectación de una parte importante de la Reserva Forestal de Malleco.
Hace pocos años se creó la Reserva de la Biósfera Araucarias, que abarca todo el sector desde el río Renaico al sur y hasta el interior de Villarrica, lo cual incluye íntegramente la Reserva Forestal de Malleco.
- Datos: Q6071153